# Amauris reuteri
Amauris reuteri är en fjärilsart som beskrevs av Embrik Strand 1910. Amauris reuteri ingår i släktet Amauris och familjen praktfjärilar. Inga underarter finns listade i Catalogue of Life.